# Creep (2014)
Creep is een Amerikaanse onafhankelijke thriller-horrorfilm uit 2014 onder regie van Patrick Brice. Hij schreef het verhaal samen met Mark Duplass. Zij spelen ook de hoofdrollen. Creep won verschillende prijzen, waaronder die voor beste regie op het Filmfestival van Sitges.
Er verscheen in 2017 een vervolg, Creep 2.

## Verhaal
Cameraman Aaron reageert op een advertentie van Joseph. Hij gaat naar zijn huis om hem te ontmoeten. Joseph vertelt Aaron dat hij een hersentumor heeft en volgens de artsen nog ongeveer drie maanden zal leven. Hij vertelt ook dat zijn vrouw Angela zwanger is van een zoontje dat ze Buddy willen noemen. Joseph wil dat Aaron hem een dag filmt en hem zo helpt een video te maken waarop zijn kind later kan zien wie hij was.
Aaron accepteert de opdracht, maar heeft vanaf het eerste moment moeite met Josephs opmerkelijke gedrag. Hij moet hem filmen terwijl hij naakt in bad gaat of hij Buddy baadt en heeft er plezier in om Aaron de stuipen op het lijf te jagen. Aaron schrikt wanneer hij een wolvenmasker vindt in de kast. Volgens Joseph gebruikte zijn vader dat om hem te vermaken toen hij klein was. Later op de dag zegt hij dat het eigenlijk ergens anders voor was, maar dat hij zich hiervoor schaamt. Joseph vertelt Aaron dat hij er op een dag achterkwam dat zijn vrouw naar dierenporno kijkt en hij haar toen met het masker op heeft verkracht.
Aaron probeert subtiel aanstalten te maken om naar huis te gaan, maar kan zijn autosleutels niet meer vinden. Hij drogeert Joseph en gaat op zoek. Wanneer de telefoon gaat, neemt Aaron die op. Het is Angela. Zij is alleen niet Josephs vrouw, maar zijn zus. Ze vertelt hem dat hij voor zijn eigen veiligheid beter meteen weg kan gaan. Aaron gaat naar de voordeur, maar die wordt geblokkeerd door de gemaskerde Joseph. Hij slaagt er toch in om weg te komen.
Na zijn thuiskomst ontvangt Aaron regelmatig dvd's van Joseph waarin hij impliciet wordt bedreigd. Hij probeert aangifte te doen bij de politie, maar hij weet alleen Josephs voornaam. Het huis waarin hij hem ontmoette was gehuurd. Dan stuurt Joseph hem nog een dvd. Hierop maakt hij zijn excuses en legt hij uit dat hij in de war en eenzaam is. Hij vraagt Aaron om nog één keer met hem te komen praten, in een park. Aaron voelt zich moreel verplicht en gaat in op de uitnodiging. Joseph besluipt hem hier van achteren en klieft zijn schedel open met een bijl.

### Epiloog
Joseph kijkt gelukzalig de opname terug waarop hij Aaron vermoordt. Hij spreekt hardop zijn waardering uit voor Aarons persoonlijkheid. Daarna zet hij de dvd in een kast vol opnamen van vorige slachtoffers. Tijdens een telefoongesprek nodigt hij een nieuwe cameraman uit om bij hem langs te komen.

## Rolverdeling
- Mark Duplass - Joseph
- Patrick Brice - Aaron